# Beverly Grigsby
Beverly Grigsby   (Chicago, 11 de gener de 1928 - 22 d'agost de 2022) nascuda amb el nom de Pinsky és una compositora estatunidenca, musicòloga i pionera de música d'ordinador/electrònica.

## Vida
Beverly Pinsky va néixer a Chicago, Illinois, i de nena va estudiar música. Es va mudar a Califòrnia amb la seva família als 13 any i es va graduar a Fairfax High School. Va entrar a la University of Southern California per estudiar medicina, i també va estudiar composició amb Ernst Krenek a la Southern California School of Music and the Arts. Es va graduar en Bachelor of Arts i Master of Arts en composició a la California State University, Northridge, i un Doctorat d'Arts Musicals en composició en la University of Southern California. Més tard va estudiar generació musical amb ordinador al Centre d'Intel·ligència Artificial de la Universitat Stanford] i al M.I.T. els anys 1975-1976.
Després de completar els seus estudis, Grigsby es va dedicar a l'ensenyament musical a California State University, i també va dirigir el Computer Music Studio allà. El 1984 Grigsby va escriure la primera partitura informatitzada per a una òpera. Es va jubilar el 1993, però continua ensenyant en privat i fent feina com a compositora. La seva música s'ha interpretat arreu del món.

## Premis
- The National Endowment for the Arts
- The Arts International (Rockefeller) Grant
- CSUN Distinguished Professor
- CSU Chancellor’s Maxi Grant
- IAWM Outstanding Music Contribution
- Annual ASCAP
- Carnegie Mellon Fellow in Technology (1987)
- Getty Museum Research Scholar (1997–98)[3]

## Obres
Grigsby ha escrit música coral i de cambra, i també bandes sonores de pel·lícula. És reconeguda per les seves composicions electroacústiques. Algunes de les seves obres són:
- The Mask of Eleanor (1984) òpera de cambra amb partitura informatitzada
- Vision of St. Joan (1987) per soprano i ordinador
- Shakti II (1985) per soprano
- Trio for Violin, B-flat Clarinet and Piano (1994)
- Movements for Guitar (1982)
- Five Studies for Two Untransposed Hexachords (1971) per piano
- Spheres (1998) per Fairlight III